# Поляков Григорій Іванович
Григорій Іванович Поляков (1893, Астраханська губернія, Російська імперія, тепер Російська Федерація — 19 жовтня 1963, місто Москва, Російська Федерація) — радянський і російський державний діяч, народний комісар рибної промисловості РРФСР. Депутат Верховної ради РРФСР 1-го скликання.

## Біографія
Народився в бідній селянській родині. З підліткового віку працював за наймом на рибних промислах.
Член РКП(б) із 1918 року.
У 1918 році поступив добровольцем до Криворізького червоногвардійського загону. Весною 1918 року створив та очолив сільський осередок РКП(б), потім був військовим комісаром волості, військовим комісаром повіту та головою повітового комітету РКП(б).
Після громадянської війни перебував на керівній партійній, радянській та господарській роботі в рибній промисловості.
У 1938—1942 роках — заступник голови виконавчого комітету Сталінградської обласної ради депутатів трудящих.
Під час німецько-радянської війни командував дивізією народного ополчення.
7 березня 1942 — 26 липня 1946 року — народний комісар рибної промисловості Російської РФСР.
У 1946—1953 роках — в апараті Міністерства рибної промисловості СРСР.
З 1953 року — персональний пенсіонер у Москві.
Помер 19 жовтня 1963 року після тривалої і важкої хвороби в Москві.

## Нагороди
- орден Трудового Червоного Прапора
- медалі